# Leia autumnata
Leia autumnata är en tvåvingeart som beskrevs av Ostroverkhova och Grishina 1974. Leia autumnata ingår i släktet Leia och familjen svampmyggor. Inga underarter finns listade i Catalogue of Life.